# Цюнхай
Цюнха́й (кит. упр. 琼海, пиньинь Qiónghǎi)  — город субокружного уровня в провинции Хайнань КНР.

## История
После перехода острова Хайнань под контроль КНР был создан Административный район Хайнань (海南行政区) провинции Гуандун, и эти места вошли в его состав.
В декабре 1958 года уезды Цюндун (琼东县), Лэхуэй (乐会县) и Ваньнин были объединены в уезд Цюнхай (琼海县). В ноябре 1959 года уезд Ваньнин был воссоздан.
В 1970 году Административный район Хайнань был переименован в Округ Хайнань (海南地区), но в 1972 году округ снова стал административным районом.
13 апреля 1988 года Административный район Хайнань был преобразован в отдельную провинцию Хайнань; административных единиц окружного уровня в то время в провинции не имелось, и уезд был подчинён напрямую властям провинции.
Постановлением Госсовета КНР от 6 ноября 1992 года уезд Цюнхай был преобразован в городской уезд.

## Административное деление
Городской уезд делится на 12 посёлков.

## Экономика
В Цюнхае выращивают кокосовые орехи и бетель, изготавливают сувениры из кокосовой скорлупы и ракушек, развиты туризм и общественное питание.
В посёлке Далу расположен Центр выращивания экзотических фруктов под названием «Окно в мир тропических плодов», который занимается выращиванием новых сортов в экспериментальном режиме и промышленных масштабах; завозом и адаптацией экзотических фруктов из Латинской Америки, Австралии и Юго-Восточной Азии; продажей свежих фруктов и саженцев плодовых деревьев; организацией научно-популярных туров для детей и взрослых.

### Туризм
Курорт «Остров Дунъюй» имеет статус курорта государственного значения.

## Культура
В Боао регулярно проходит Боаоский азиатский форум.

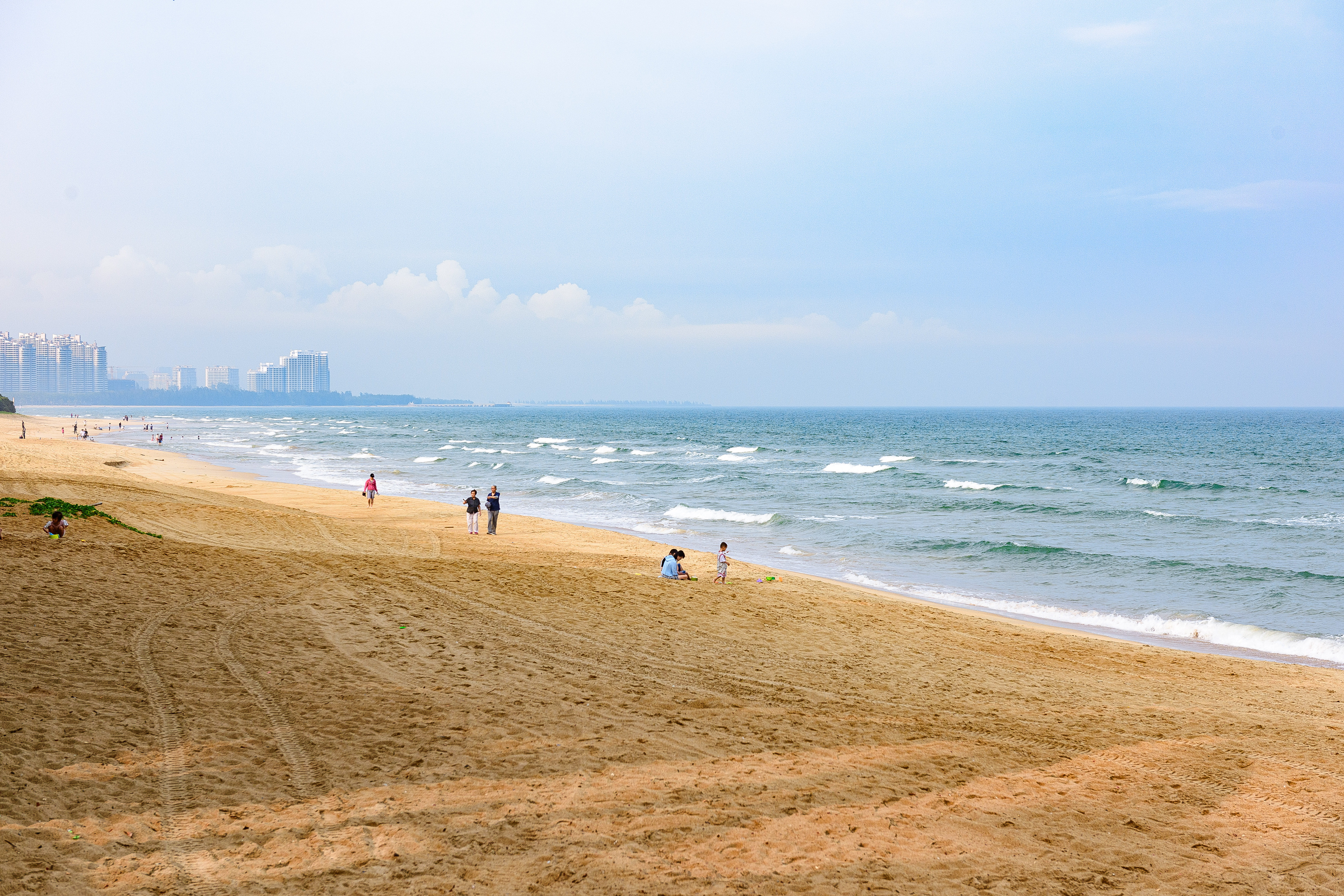
Пляж Боао
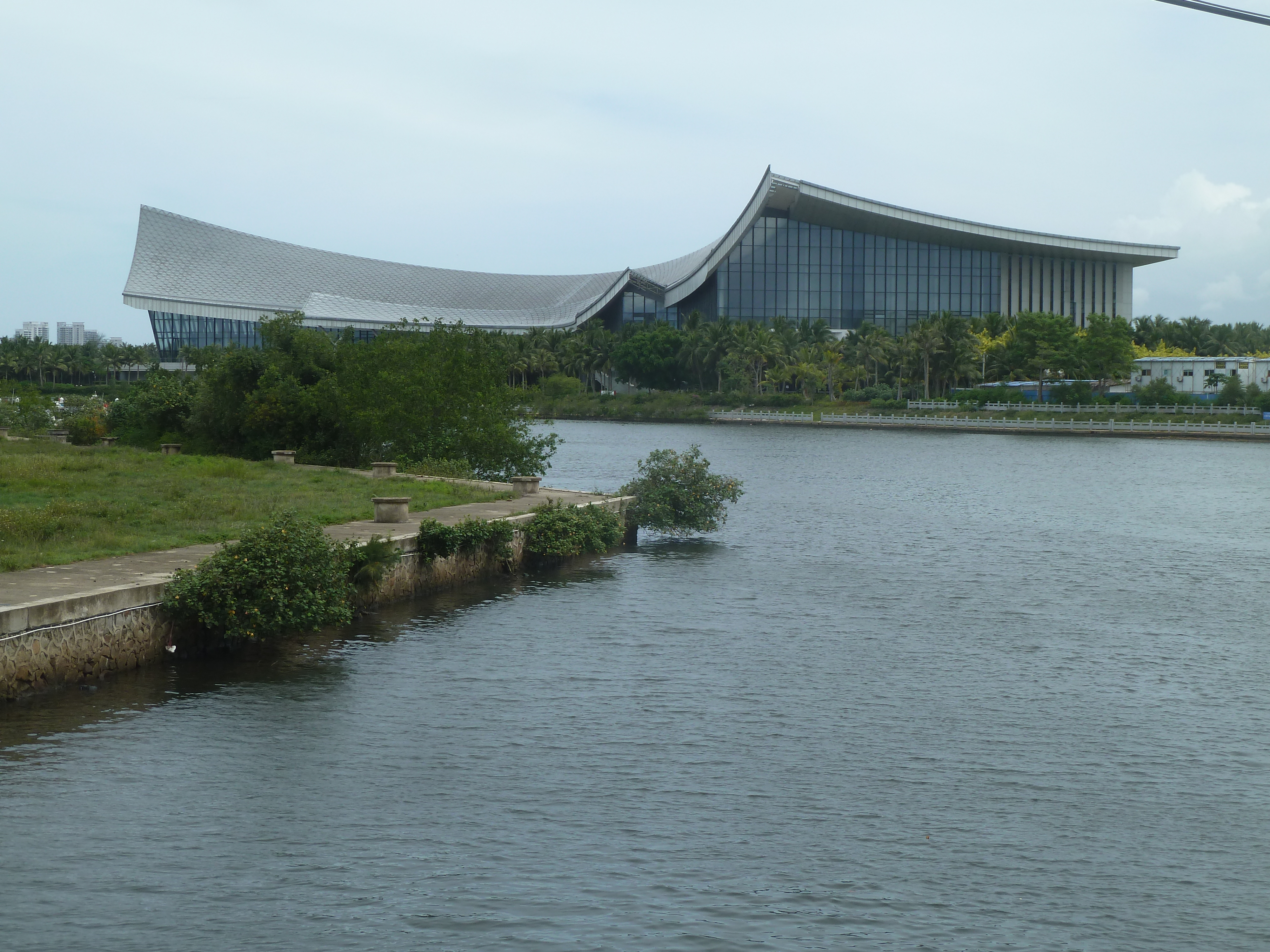
Музей Южно-Китайского моря
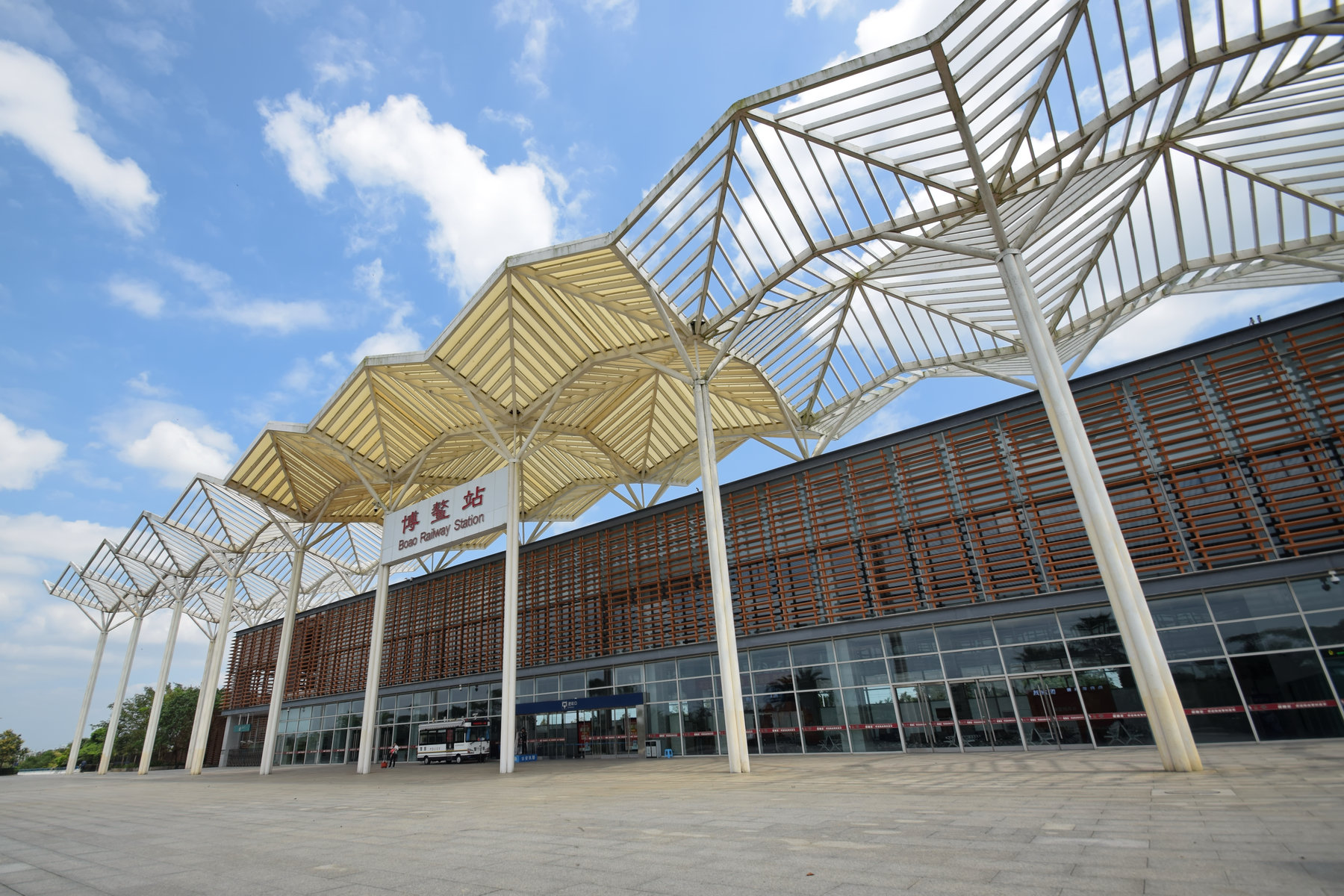
Вокзал Боао
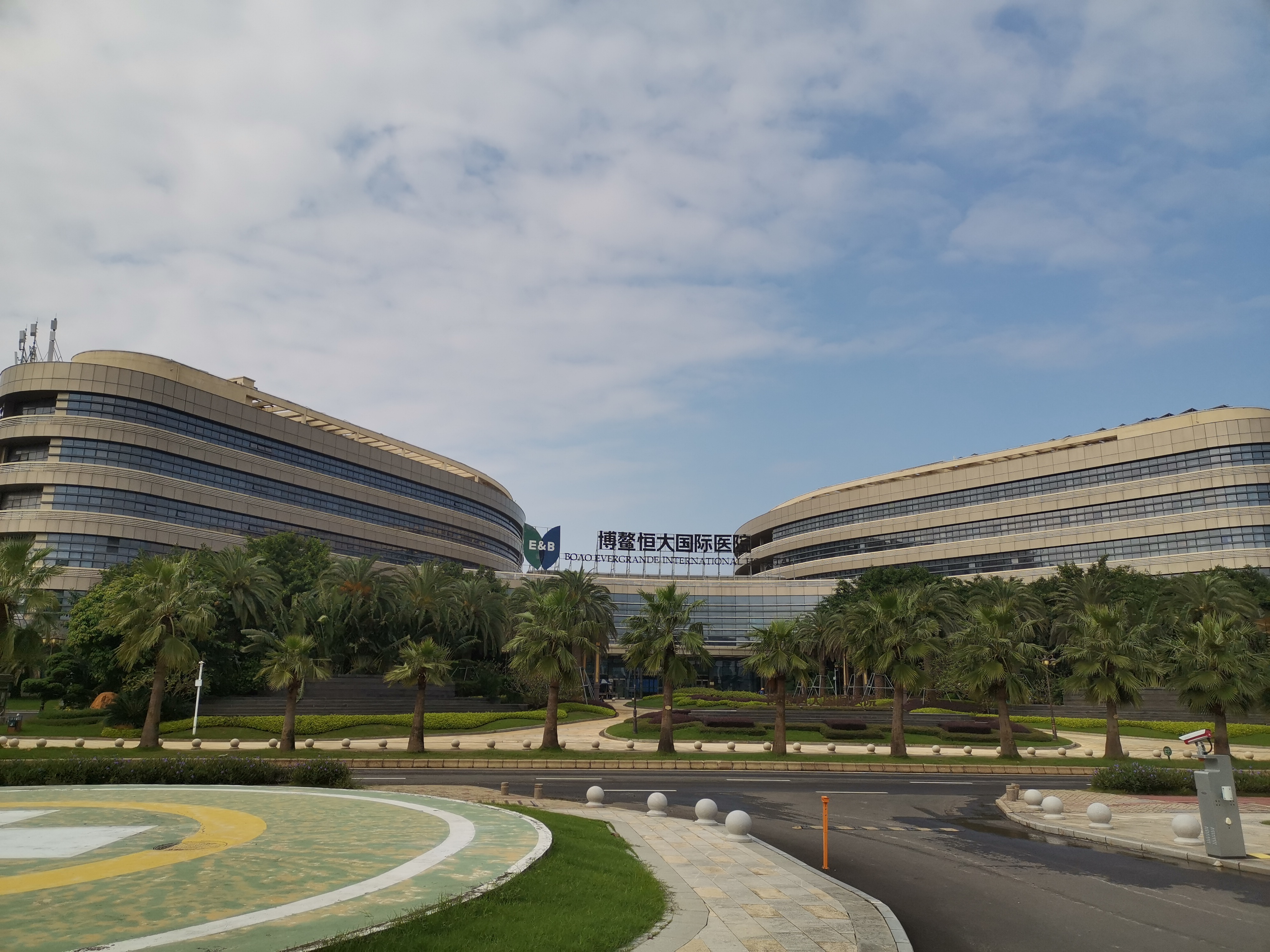
Больница Evergrande в Боао
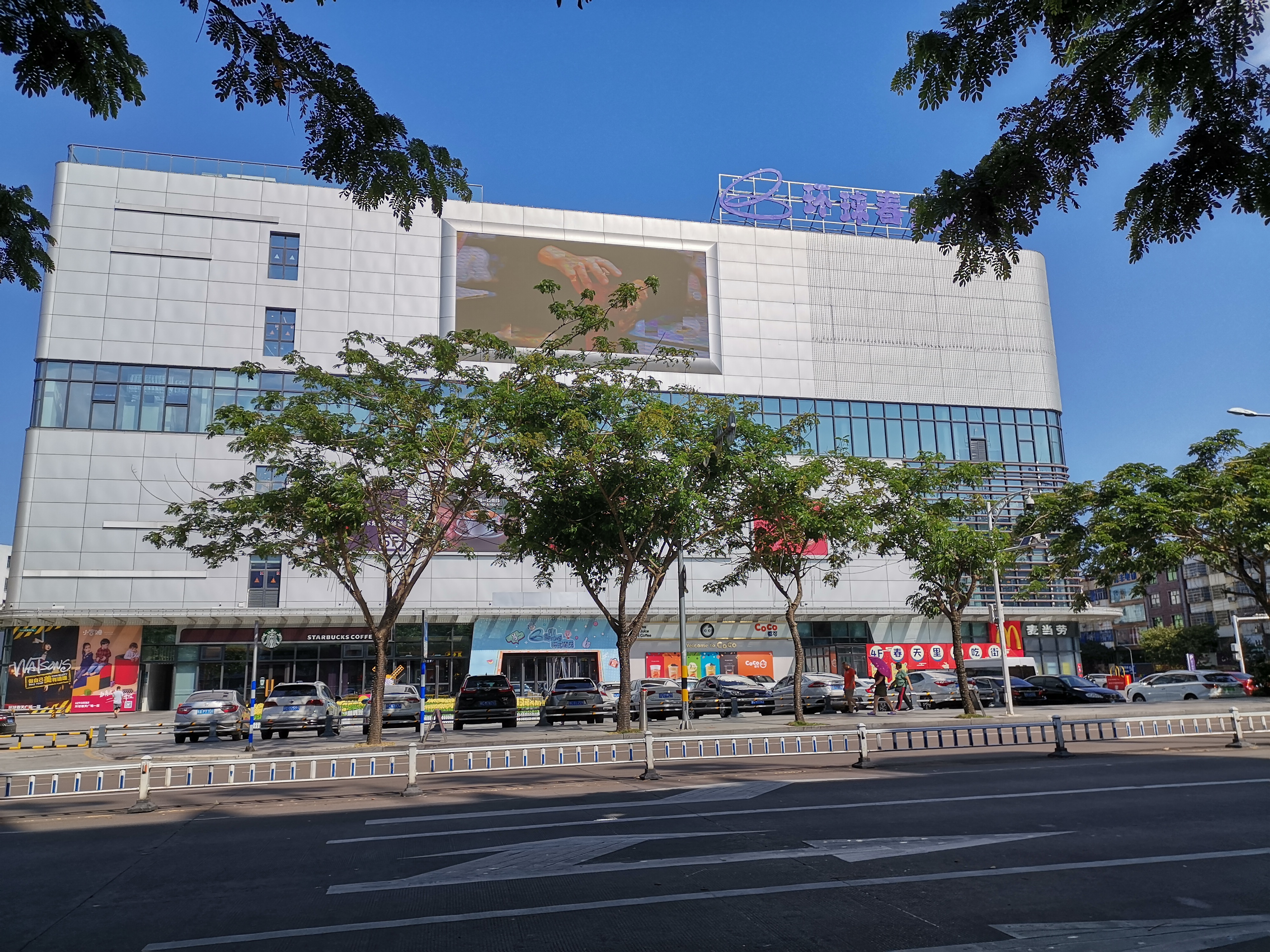
Автовокзал
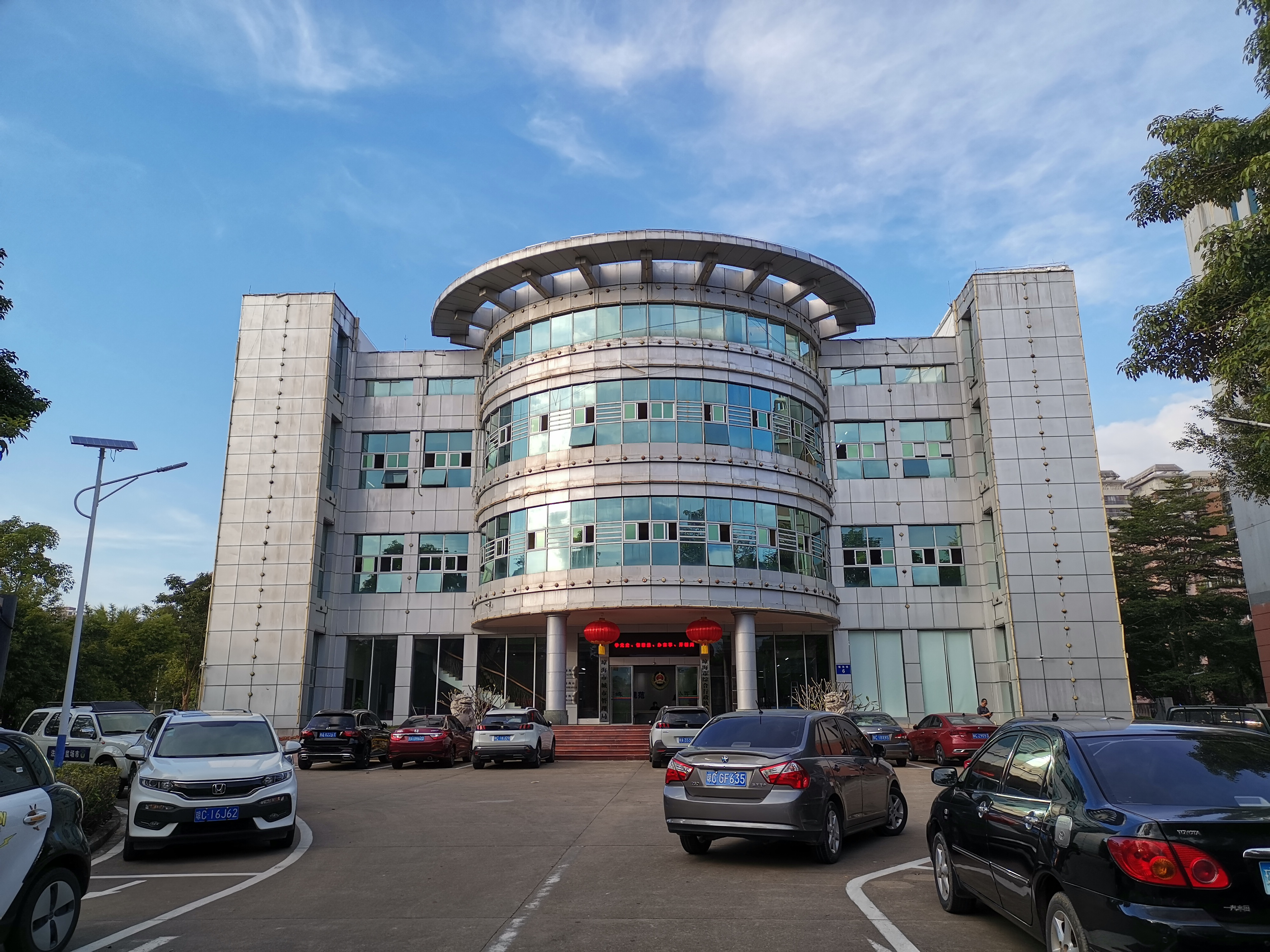
Бюро правопорядка
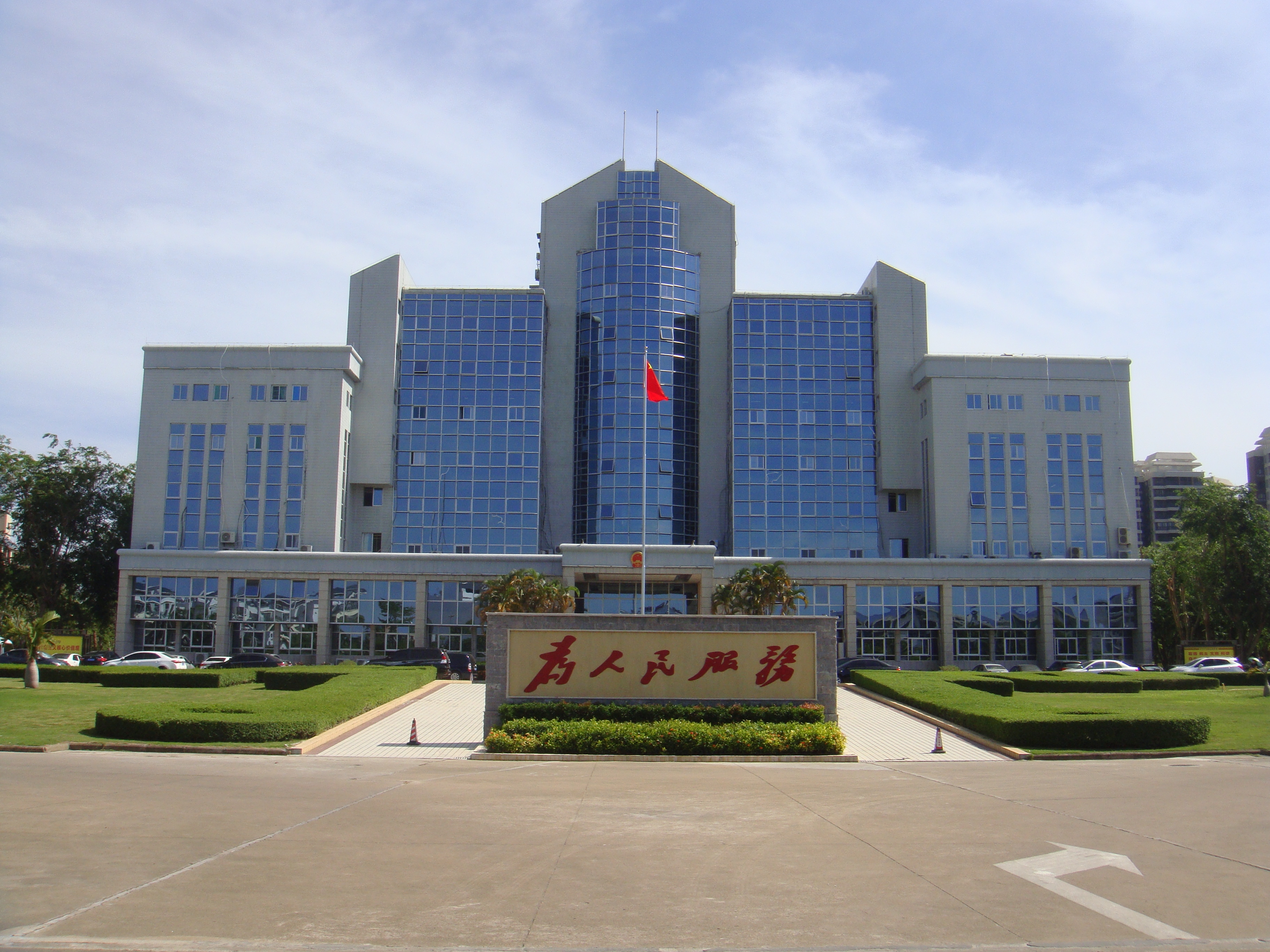
Правительство Цюнхая
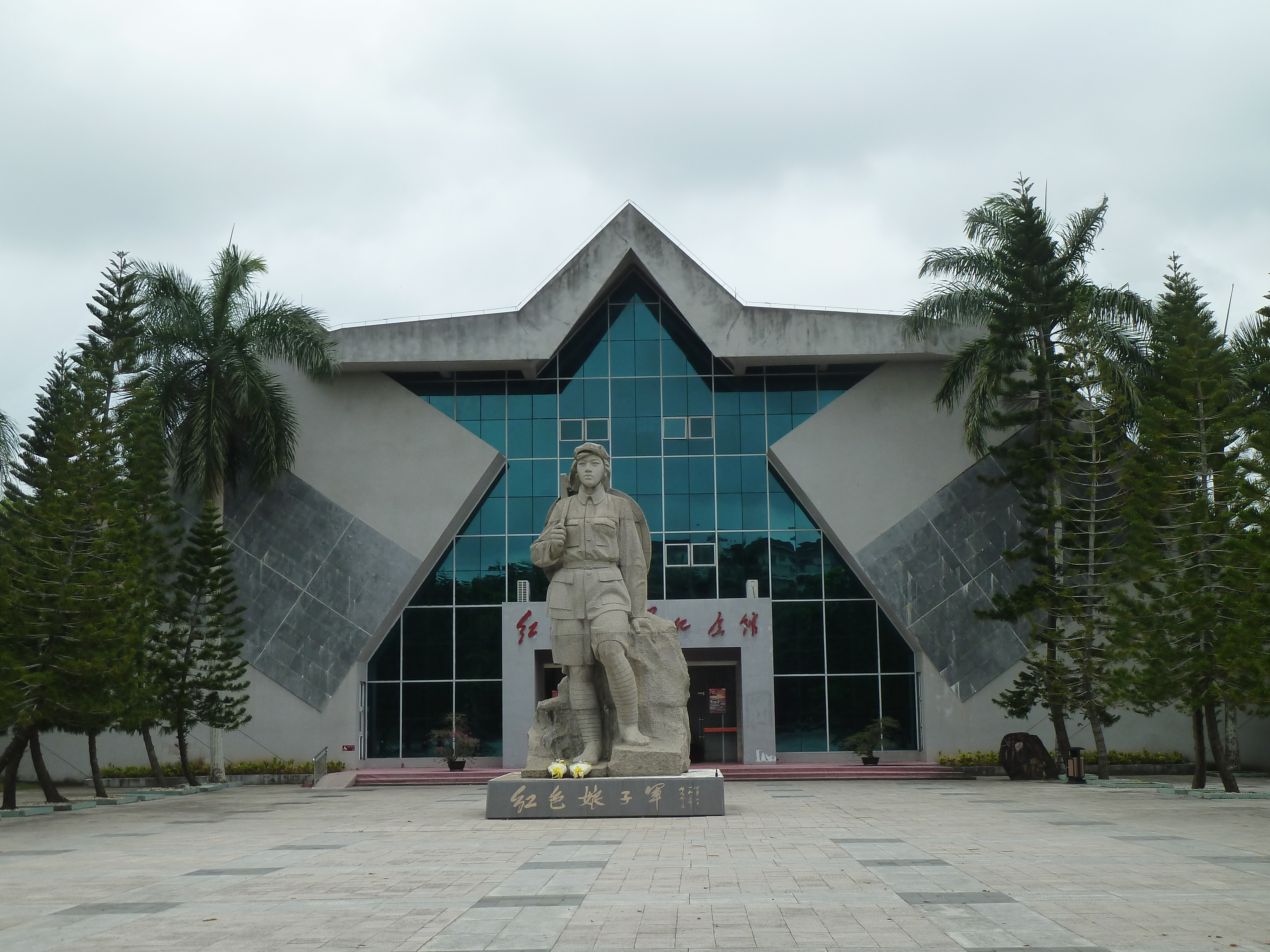
Мемориальный парк
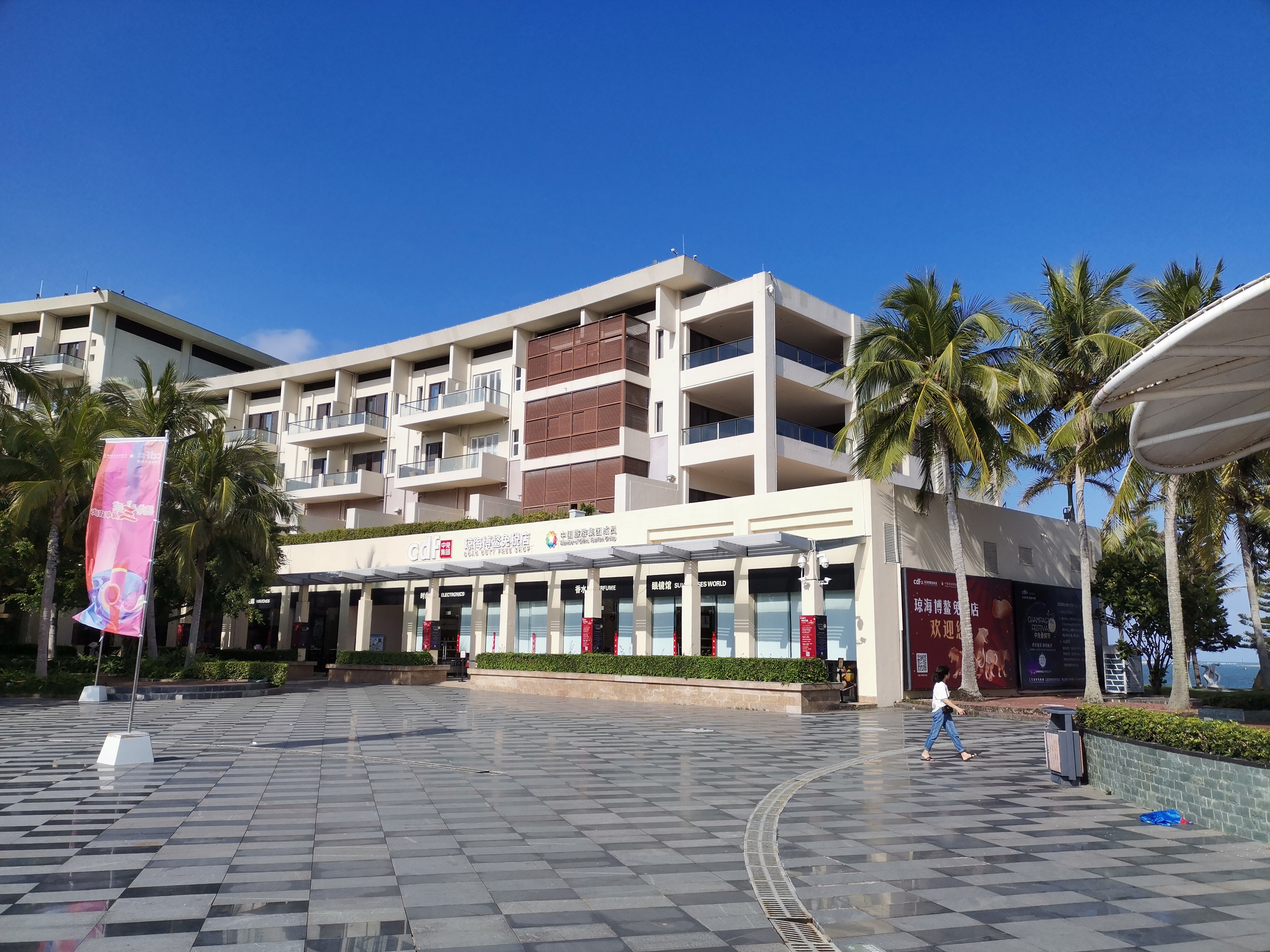
Магазин беспошлинной торговли в Боао
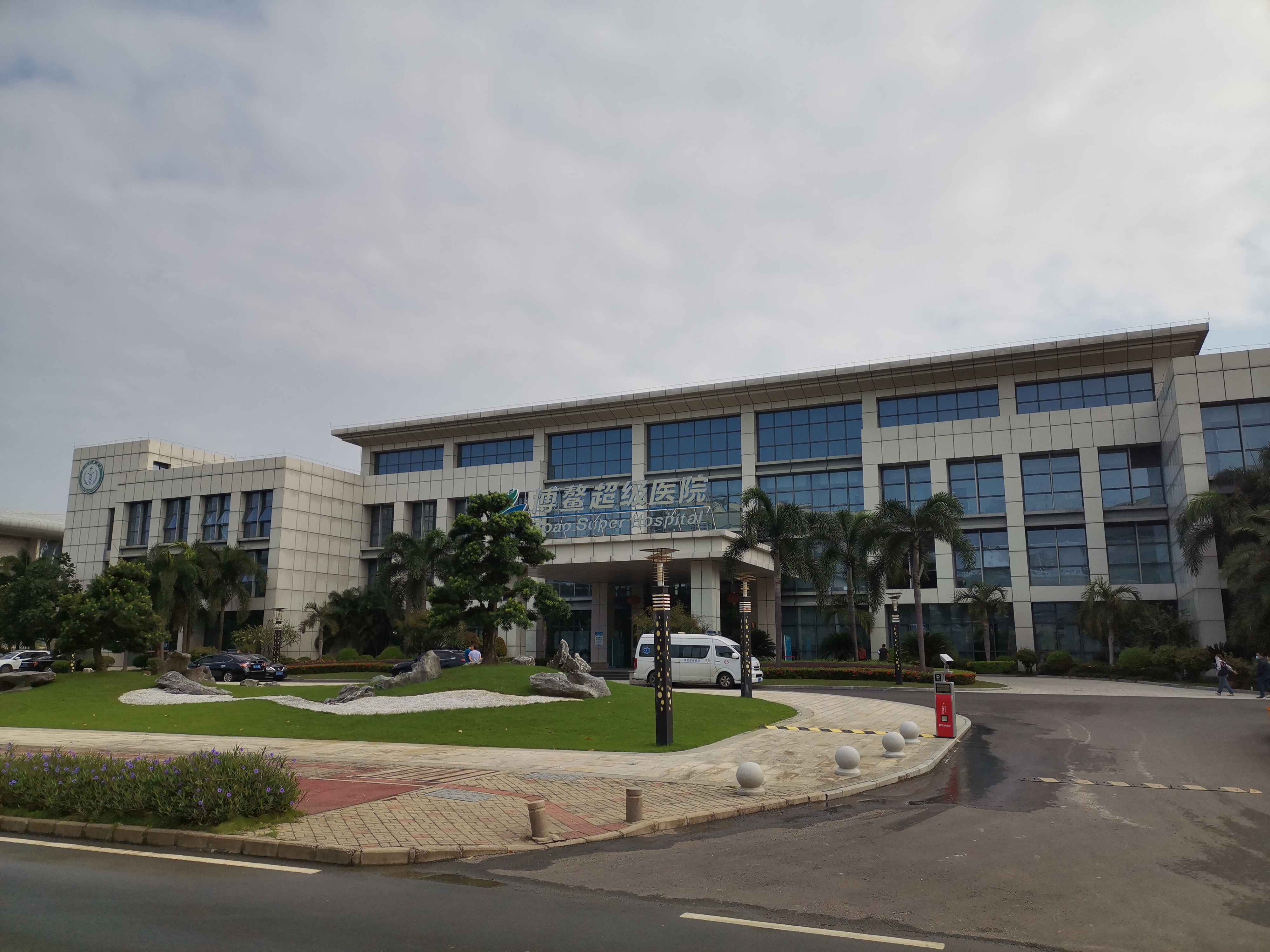
Больница Боао
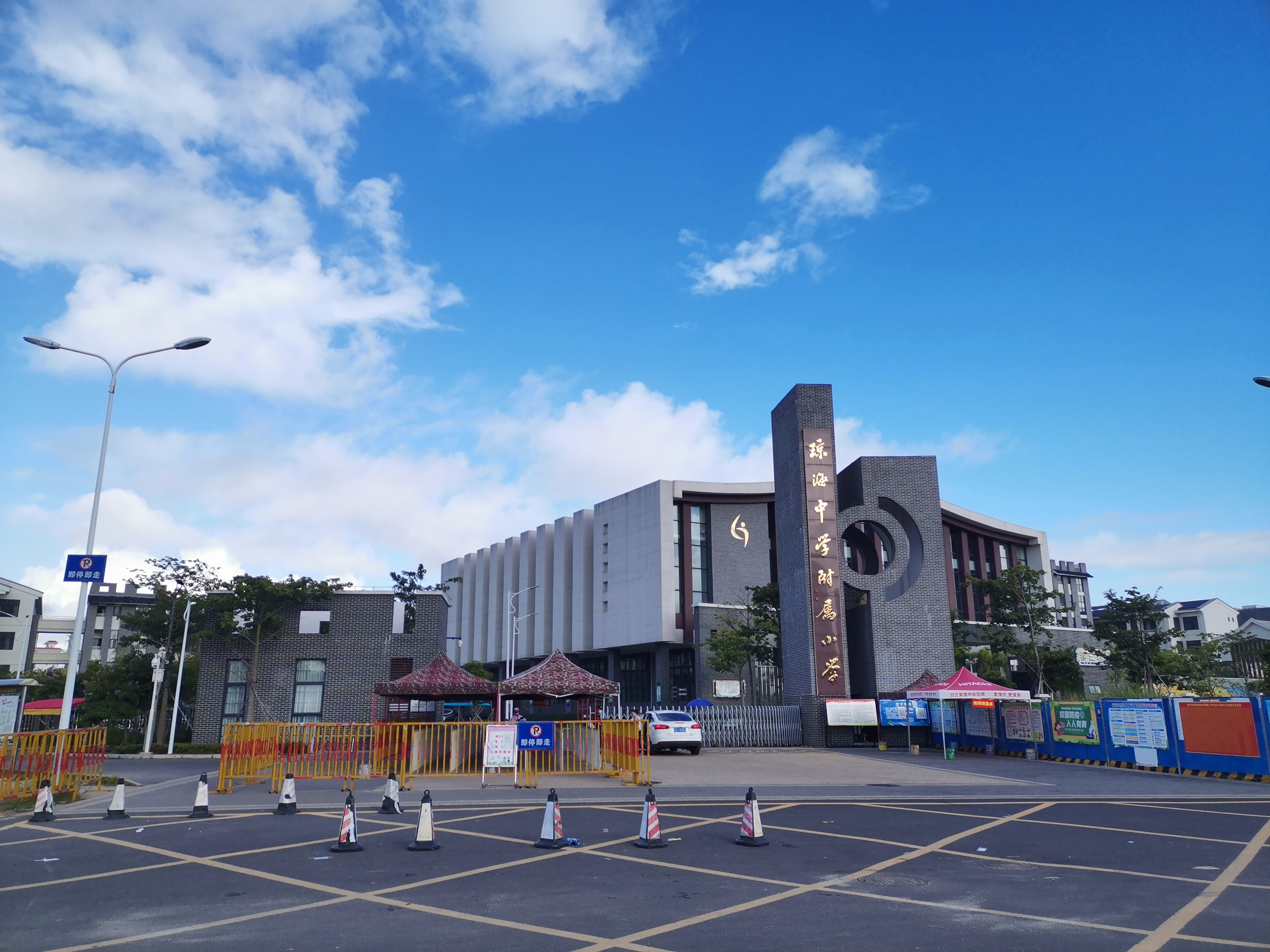
Начальная школа